# Hermann Josef Wolz
Franz Hermann Josef August Wolz (* 1. Oktober 1827 in Seligenstadt; † 1. Februar 1895 ebenda) war ein hessischer Politiker (Zentrum) und Abgeordneter der 2. Kammer der Landstände des Großherzogtums Hessen.
Hermann Josef Wolz war der Sohn des Steuereinnehmers Mathias Joseph Wolz und dessen Ehefrau Antoinette, geborene Apfelmann. Wolz, der katholischen Glaubens war, heiratete Elisabetha geborene Fechter. Er war Bürgermeister in Seligenstadt.
Von 1872 bis 1895 gehörte er der Zweiten Kammer der Landstände an. Er wurde für den Wahlbezirk Starkenburg 17/Seligenstadt gewählt.